# Julio Alcázar
Julio Manuel García Bastida (La Coruña; 29 de mayo de 1943-Caracas, 2 de agosto de 2025), más conocido como Julio Alcázar; fue un actor y director español de teatro y televisión radicado en Venezuela.

## Biografía
Nació en la calle de Ángel Rebollo del barrio de La Torre, en la provincia gallega de La Coruña. El mayor de 4 hermanos (Julio, José, Teresa y Sara) fue hijo de Antonia Bastida de García y Julio García García, vendedor de telas y coruñeses ambos, emigraron a Venezuela asentándose en Caracas en la década de los 50.   
Comparte con su hermana Teresa el gusto por la música y a los 13 años se inscribe en la coral de Educación y Descanso gusto que mantienen ambos al llegar a Caracas donde participan en el Coro de la Hermandad Gallega. Alcázar forma con unos amigos de la esquina de Velázquez un trío con el que se presentan de manera profesional en celebraciones y eventos.   
Con diecisiete años de edad, en 1960, Alcázar hace su debut teatral en la Hermandad Gallega a propuesta de Luis de Santiago, coruñés fundador del primer grupo de teatro del centro, llamado Grupo Valle Inclán con la obra La casa de la troya de Alejandro Pérez Lugín. 
Esta sería la primera colaboración con Luis de Santiago, director con el que Alcázar trabajaría en repetidas ocasiones. 
Durante esa década, funda el Grupo de Teatro Rosalía de Castro. y desarrolla parte de su trabajo para el cine y el teatro. 
La pantalla chica fue su casa, “Yo en televisión me siento mejor que pez en el agua” y las telenovelas emitidas en medio mundo (Colombia, Costa Rica, Chile, Ecuador, Estados Unidos, Panamá, Perú, Puerto Rico, Santo Domingo, Italia, España, Países balcánicos y Rusia) las que le dan popularidad.
Fundó a finales de 1990, La Peña Deportivista de Venezuela, agrupación social que representa a los seguidores del Real Club Deportivo de La Coruña siendo su presidente durante sus primeros años de actividad.
En 2009, se dedica a la docencia formando noveles talentos de la actuación, que desean desarrollarse en el teatro, la televisión y el cine.
Recibió numerosos premios a lo largo de su carrera, además de los premios otorgados por la ACRIM (Asociación de Críticos de Miami) y el Premio ACCA (Asociación Críticos y comentaristas de Arte de Miami) como actor hispano hablante más destacado.

## Fallecimiento
Falleció en la ciudad de Caracas, Venezuela, a los 82 años, producto de una enfermedad.

## Televisión
| Año       | Título                 | Personaje                     |
| --------- | ---------------------- | ----------------------------- |
| 1974      | María Soledad          |                               |
| 1976      | Carolina               | Pablo                         |
| 1979-1980 | Estefanía              | Ministro Laureano Vallecillos |
| 1979      | La comadre             |                               |
| 1981-1982 | La hija de nadie       | Sir Henry Williams            |
| 1982      | Jugando a vivir        | Rodolfo Arjuello              |
| 1983      | Bienvenida Esperanza   | Eleazar Vargas                |
| 1985      | Las Amazonas           | Francisco Urdaneta            |
| 1986      | Los Donatti            | Rubén Álvarez León            |
| 1990-1991 | Pobre diabla           | Obarrio                       |
| 1992-1993 | Marielena              | Andrés Peñaranda              |
| 1994      | Morena Clara           | Emiliano Andara               |
| 1995      | Ka Ina                 | Dagoberto Miranda             |
| 1996      | Quirpa de Tres Mujeres | Vicente Echeverría            |
| 1997      | Todo por tu amor       | Álvaro Villagrande            |
| 1999      | Cuando hay pasión      | Armando Malavé                |
| 1999      | Toda Mujer             | Máximo                        |
| 2000      | Hechizo de amor        | Arturo Urbaneja Castro        |
| 2002      | Gata salvaje           | Anselmo Ríos                  |
| 2004-2005 | Sabor a ti             | Raimundo Lombardi             |
| 2013      | Persiguiendo un sueño  |                               |
| 2014      | Los secretos de Lucía  | Coronel Potes                 |
| 2015-2016 | Amor secreto           | Adolfo Casares                |
| 2015      | Escándalos             | Walter / Juez                 |
| 2018      | Corazón traicionado    | Lucio Trejo                   |

## Teatro
- La corbata
- Muy alto, muy rubio y muy muerto
- Acelgas con champagne
- María Estuardo Reina de Escocia
- El visón volador
- 1980 La cita (con Amalia Pérez Díaz . dirección Romeo Costea)
- 1989 Solimán El Magnífico
- 1987 Bajo un manto de estrellas (con Alicia Plaza)
- Como en las películas de Hollywood
- 2011 La novicia rebelde

## Cine
- 2018  El hijo del Presidente (César Bolívar)
- 2010  Muerte en alto contraste (César Bolívar, director)[7]
- 2009  Amorcito corazón (Carmen Roa)
- 2008  El círculo (Alejandro Padrón)
- 2008  La pura mentira (Carlos Malavé)
- 2008  El Asesinato de Delgado Chalbaud  RCTV[8]
- 2007  Asesino nocturno (Alberto Giarroco)
- 1987  No hace falta decirlo (Alejandro Padrón)
- 1984  Diles que no me maten
- 1982  Menudo: La Película
- 1982  Cangrejo (Román Chalbaud, director)
- 1981 Gómez II